# Verticillium
Verticillium es un género de hongos de la división Ascomycota, de la familia Plectosphaerellaceae. El género suele incluir especies saprofitas y parásitas de plantas superiores, insectos, nematodos, huevos de moluscos y otros hongos. Actualmente se cree que este género contiene 51 especies, que se pueden dividir en tres grupos
- Micopatógenos
- Entomopatógenos (Zare y Gams, 2001)
- Patógenos de plantas y saprofitos de restos vegetales (Barbara y Clewes, 2003)

Sin embargo recientemente se ha revisado este género y la mayoría de los entomopatógenos y micopatógenos se han pasado a un nuevo grupo llamado Lecanicillium. El género ahora incluye V. dahliae, V. albo-atrum, V. nubilium, y V. tricorpus.
Las especies mejor conocidas son, Verticillium dahliae y Verticillium albo-atrum causantes de la enfermedad denominada verticilosis en más de 400 especies vegetales.  

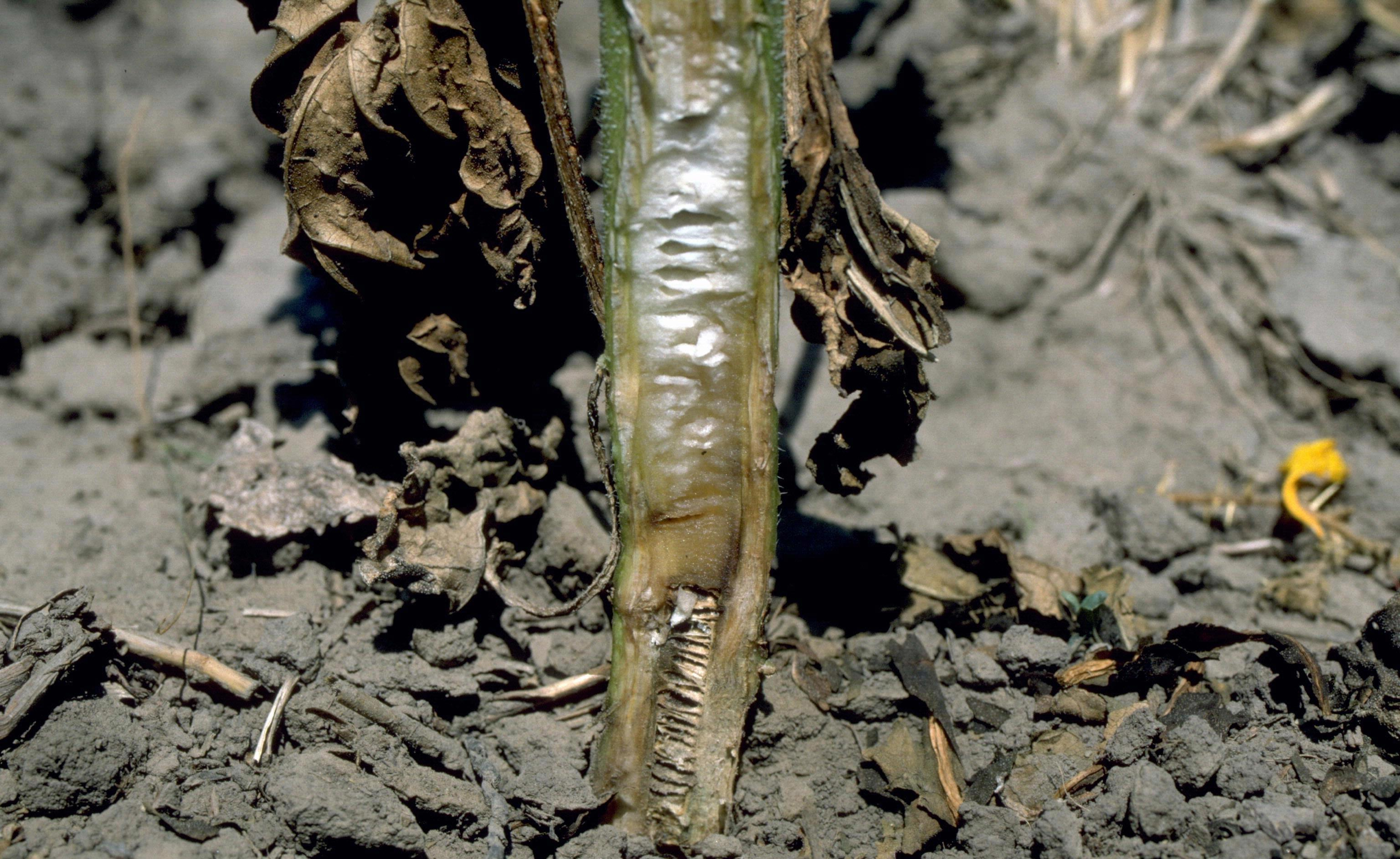
Verticillium dahliae infectando un girasol

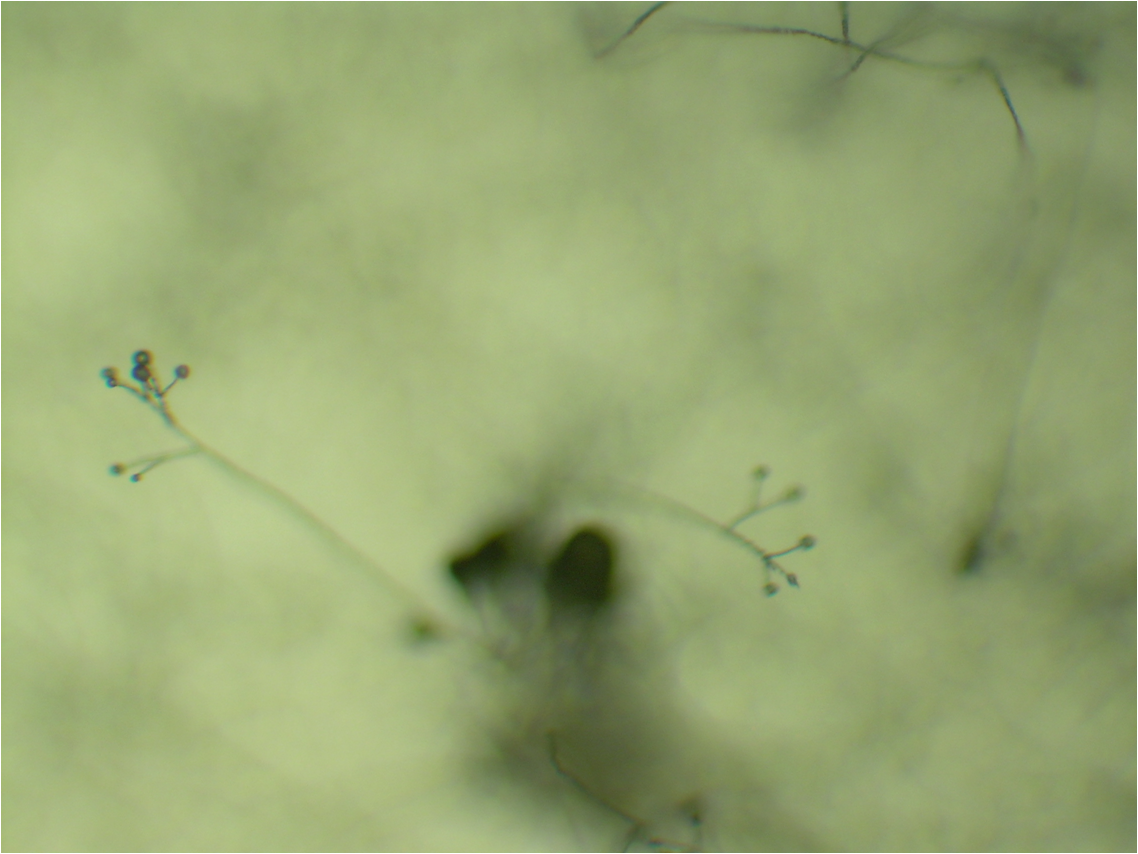
Conidióforos de Verticillium